# رونالد فان آورمات
رونالد فان آورمات (انگلیسی: Ronald Van Avermaet؛ زادهٔ ۵ ژانویهٔ ۱۹۵۹) دوچرخه‌سوار اهل بلژیک است.